# Chiel Weissmann
Chiel Weissmann (geb. 25. Juli 1883 in Rzeszo, Galizien; gest. 19. Mai 1974) war ein österreichisch-schweizerischer Kaufmann, Filmproduzent und Filmverleiher.

## Leben und Werk
Weissmann war der erstgeborene Sohn des Abraham und der Chaji Sury, geborenen Mondow. Als kleines Kind besuchte er die Talmud-Schule und half seinem Vater im Kolonialwarengeschäft.
1909 heiratete Weissmann Chiel Frimet Jitte Steiner, genannt Frieda. Als der Erste Weltkrieg ausbrach, flüchteten die beiden mit ihren zwei Kindern nach Wien, wo Weissmann eine Anstellung in einer Bank fand. Nachdem er mit der Finanzierung eines Filmprojektes zu tun gehabt hatte, stieg Weissmann selber in das Filmgeschäft ein. In Wien kam der Sohn Jakob, genannt Heini, zur Welt. Dieser emigrierte vor dem Zweiten Weltkrieg nach Los Angeles. Jakob heiratete 1944 Evelyn Wahle und nannte sich als Buchautor Eugene Vale. Sein Sohn ist Ronald Vale.
Als Chiel Weissmann mit seiner Familie im Herbst 1916 nach Zürich zog, knüpfte er Kontakte zum dortigen Filmgeschäft.

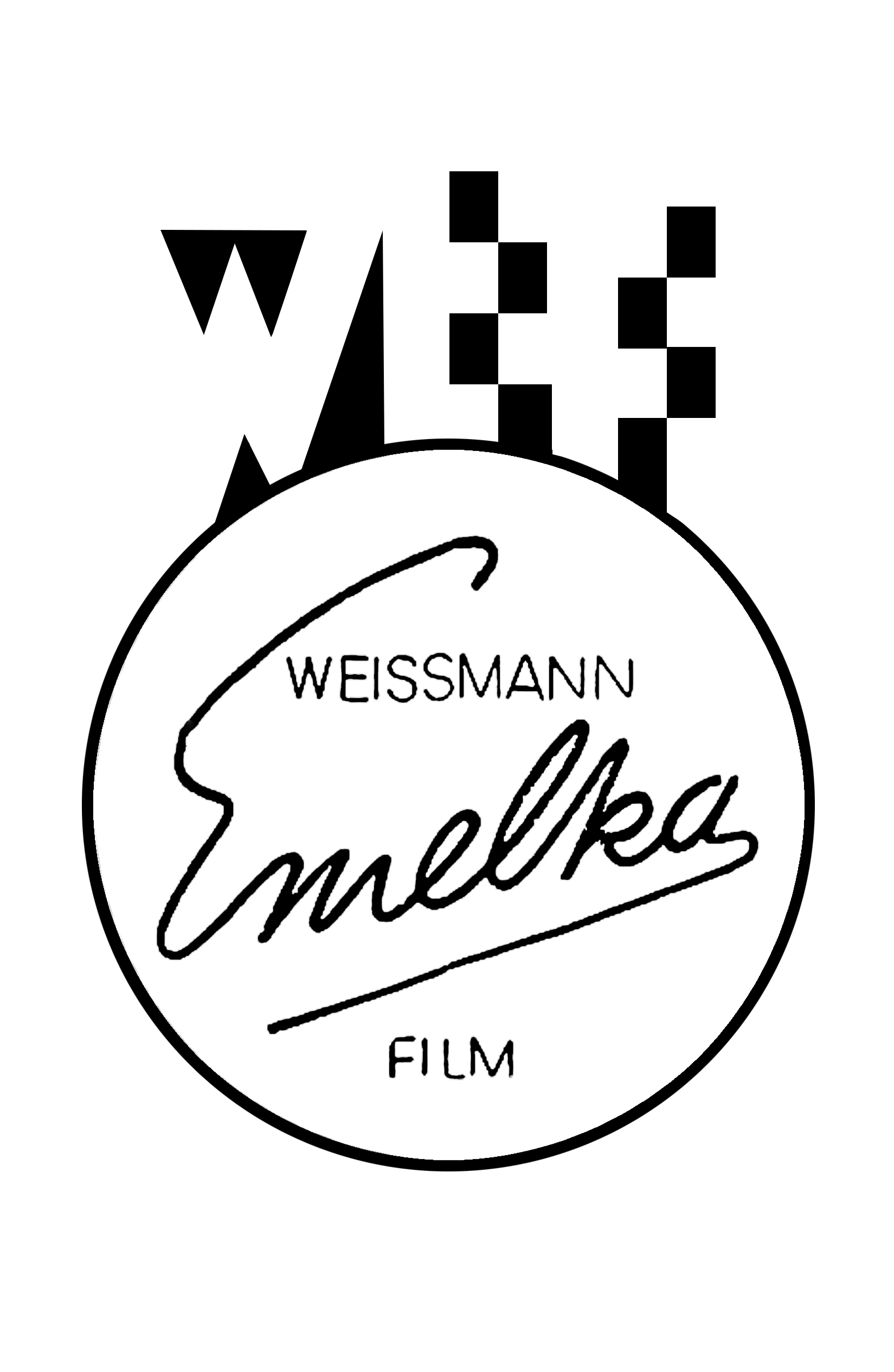
Weissmann-EMELKA-Film.

Weissmann gründete am 1. August 1918 die «Weissmann-Emelka-Film» in Zürich und verlieh bis 1921 die deutschen Filme der Münchner Firma Emelka. Ab 1922 war er selbstständiger Filmverleiher und konnte nach eigenem Gutdünken ausländische Produktionen ankaufen und verleihen. Eine Interessengemeinschaft mit Emelka blieb weiterhin bestehen. Adolf Hawelski und Jgnaz Rosenkranz waren seine Mitarbeiter. Auf den Aufenthaltsanträgen, die Weissmann laufend erneuern musste, bezeichnete er sich 1920 als «Direktor der bayrischen Filmgesellschaft».
Als Emelka 1932 in Deutschland Konkurs anmelden musste, führte Weissmann sein Büro unter gleichem Namen erfolgreich weiter. In der Zwischenkriegszeit produzierte er in Deutschland mehrere Filme. Besonders erfolgreich waren der 1936 produzierte Film Mayerling, mit Charles Boyer und Danielle Darrieux in den Hauptrollen, und der Film Maskerade.
In Zürich begann Weissmann eine intensive Liebesbeziehung mit der Klavierlehrerin Bertha Rosenkranz (* 1900). Als diese 1931 schwanger wurde, reiste sie mit einer Freundin nach Budapest und ging eine Scheinehe mit dem drogensüchtigen Arzt Ferencz Neumann ein.
Nach der Geburt ihres Sohnes Karolyi Neumann – später wurde er Charles Weissmann genannt – zog sie nach Zürich zurück, wo sie mit ihrem Kind in ihrem Elternhaus lebte. 1933 konnte sich Weissmann von seiner Frau scheiden lassen und bekam das Schweizer Bürgerrecht. Bertha reiste daraufhin zu Neumann, löste die Scheinehe auf und heiratete 1935 Weissmann.
Weissmann erwarb 1937 das sogenannte «Loorengut». Das 1927 im englischen Landhausstil erbaute 17-Zimmer-Haus besass Marion McHang-Röntgen, deren Mann der Neffe von Wilhelm Conrad Röntgen war. Als Max Oppenheimer 1938 aus Deutschland flüchtete, war er für vier Tage zu Gast bei Weissmann.
Die Genossenschaft «Emelka-Filmgesellschaft Zürich» hatte in einer ausserordentlichen Generalversammlung im Oktober 1938 infolge Übertragung der Aktiven und Passiven gemäss Bilanz an die «Emelka-Film Aktiengesellschaft» in Zürich die Auflösung beschlossen. Die Unterschriften der Vorstandsmitglieder Weissmann und Jgnaz Rosenkranz waren dadurch erloschen.
Als am 10. Mai 1940 Deutschland die neutralen Staaten Niederlande, Belgien und Luxemburg angriff, entschlossen sich Weissmann und seine Frau, mit ihrem Sohn die Schweiz zu verlassen. An der Küste westlich von Lissabon lebten sie einige Monate im Hotel «Monte Estoril». Als sie ein Visum für Rio de Janeiro erhielten, schifften sie sich, zusammen mit Hunderten von anderen jüdischen Flüchtlingen, auf der «Angola» ein.
Während der folgenden Jahre lebte die Familie in Copacabana. 1944 adoptierte Weissmann seinen Sohn Charles und wurde 1945 nochmals Vater eines Sohnes. Im folgenden Jahr entschloss sich Weissmann, mit seiner Familie in die Schweiz zurückzukehren. Weissmann wurde 1968 in die «Emelka-Film Aktiengesellschaft» als Mitglied und als Delegierter des Verwaltungsrats mit Einzelunterschrift gewählt.
Die «Chiel und Bertha Weissmann Stiftung» wurde 2001 erstmals in das Handelsregister eingetragen und hat ihren Sitz in Zürich. Die Stiftung ist im Bereich «Kirchliche, politische oder säkulare Vereinigungen» tätig.